# Мнесилох (один из Тридцати тиранов)
Мнесилох (др.-греч. Μνησίλοχος; умер после 403 года до н. э.) — древнегреческий политический деятель олигархического толка. В 411 году до н. э. был членом совета Четырёхсот, ненадолго захватившего власть в Афинах, в 404 году до н. э. стал членом коллегии Тридцати (в последующей традиции «Тридцать тиранов»). Известно, что Мнесилох принадлежал к той трети членов совета, которая была избрана экклесией, и представлял филу Пандионида. О дальнейшей его судьбе ничего не известно. При этом античные авторы сообщают, что большинство «тиранов» после поражения в гражданской войне бежало в Элевсин (403 год до н. э.), и позже одни предстали перед судом, другие были убиты, а третьи нашли убежище в других регионах Греции.